# Saint-Front-de-Pradoux
Saint-Front-de-Pradoux é uma comuna francesa na região administrativa da Nova Aquitânia, no departamento Dordonha. Estende-se por uma área de 9,01 km². Em 2010 a comuna tinha 1 194 habitantes (densidade: 132,5 hab./km²).